# Carl Folcker
Carl Wilhelm Folcker (Filipstad, Värmland, 28 de març de 1889 – Trossnäs fält, Karlstad, Värmland, 2 de juliol de 1911) va ser un gimnasta suec que va competir a primers del segle xx.
El 1908 va prendre part en els Jocs Olímpics de Londres, on guanyà la medalla d'or en la prova del concurs complet per equips, com a membre de l'equip suec.